# Elaphoglossum micropus
Elaphoglossum micropus är en träjonväxtart som beskrevs av Eduard Rosenstock. Elaphoglossum micropus ingår i släktet Elaphoglossum och familjen Dryopteridaceae. Utöver nominatformen finns också underarten E. m. majus.